# Лупянка-Нова
Лупянка-Нова (пол. Łupianka Nowa) — село в Польщі, у гміні Лапи Білостоцького повіту Підляського воєводства.
Населення — 77 осіб (2011).
У 1975-1998 роках село належало до Білостоцького воєводства.

## Демографія
Демографічна структура станом на 31 березня 2011 року:
|          | Загалом | Допрацездатний вік | Працездатний вік | Постпрацездатний вік |
| -------- | ------- | ------------------ | ---------------- | -------------------- |
| Чоловіки | 41      | 3                  | 32               | 6                    |
| Жінки    | 36      | 5                  | 24               | 7                    |
| Разом    | 77      | 8                  | 56               | 13                   |